# قلوبهم معنا وقنابلهم علينا (رواية)
قلوبهم معنا وقنابلهم علينا  هي رواية للروائية الجزائرية أحلام مستغانمي صدرت عام 2014 دار نوفل.

## ملخص الرواية
تعتبر هذه الرواية بمثابة وثيقة رسمية من أحلام مستغانمي للأحداث السياسية العالقة بذاكرتنا «كأحداث العراق» تمكنت من خلالها أحلام مستغانمي بتجميع المقالات التي قامت بكتابتها في «مجلة زهرة الخليج» وأعادت ترتيبها حسب تواريخها التي كتبت فيها.

## اقتباسات من رواية قلوبهم معنا وقنابلهم علينا
• «هرمنا كلمة جديدة دخلت قاموسنا مذ صاح أحدهم في تونس "هرمنا في انتظار هذه اللحظة!»
• «عندما تكون الديمقراطية هبة الاحتلال ..كيف لك أن تتعلم الحرية من جلادك؟!»
• «لدي رغبة في البكاء..أعاجزون نحن حتى عن أنجاز علم عربي موحد..نرفعه جميعنا لنقول للعالم إننا لسنا أذلاء ..ولا أغبياء؟»
• «ولأن شر الغضب ما يضحك، فأنني ما زلت أضحك على العرض الذي قدمه صدام في لحظة غضب لبوش، طالبًا من الرئيس الأمريكي مواجهته ..بالسيف!»